# King’s Pyon
King’s Pyon – wieś i civil parish w Anglii, w hrabstwie Herefordshire. W 2011 civil parish liczyła 274 mieszkańców. King’s Pyon jest wspomniana w Domesday Book (1086) jako Pionie.